# Klaipėdos Nafta-Universitetas
El Klaipėdos Nafta-Universitetas, también conocido como Neptūnas-Akvaservis, es un club profesional de baloncesto con sede en Klaipėda, Lituania fundado en 1987 y que participa en la NKL, la segunda división del baloncesto lituano. Disputa sus encuentros como local en el Klaipėdos sporto bazių valdymo centra, con capacidad para 400 espectadores.

## Historia
El club se formó en 1987 con la denominación de Klaipėdos Viesulas, y en 1995 se unió a la Universidad de Klaipeda, pasando a denominarse Universitetas-Irvinga. Desde su fundación, ha conseguido en tres ocasiones el título de campeón de la NKL, en 2007, 2015 y 2018, aunque no ha ascendido a la LKL por su filiación con el BC Neptūnas Klaipėda.

## Trayectoria
| Temporada | Liga | Pos. | Clasificación final | LKF Cup  |
| --------- | ---- | ---- | ------------------- | -------- |
| 1997–98   | LKAL | 13   | –                   | –        |
| 1999–00   | LKAL | 9    | –                   | –        |
| 2000–01   | LKAL | 3    | –                   | –        |
| 2001–02   | LKAL | 7    | –                   | –        |
| 2002–03   | LKAL | 4    | –                   | –        |
| 2003–04   | LKAL | 5    | –                   | –        |
| 2004–05   | LKAL | 4    | –                   | –        |
| 2005–06   | NKL  | 2    | Finalista           | –        |
| 2006–07   | NKL  | 1    | Campeón             | –        |
| 2007–08   | NKL  | 6    | Cuartos de final    | –        |
| 2008–09   | NKL  | 6    | Cuartos de final    | –        |
| 2009–10   | NKL  | 5    | Cuartos de final    | –        |
| 2010–11   | NKL  | 3    | Medalla de bronce   | 1ª ronda |
| 2011–12   | NKL  | 7    | Cuartos de final    | –        |
| 2012–13   | NKL  | 4    | Semifinales         | –        |
| 2013–14   | NKL  | 11   | –                   | –        |
| 2014–15   | NKL  | 1    | Campeón             | –        |
| 2015–16   | NKL  | 8    | Cuartos de final    | –        |
| 2016–17   | NKL  | 2    | Finalista           | –        |
| 2017–18   | NKL  | 1    | Campeón             | –        |